# Filorante
Filorante es un libro de caballerías español del siglo XVI, cuyo manuscrito se conserva en la Biblioteca Francisco de Zabálburu de Madrid. 
Es una reelaboración de la primera parte del Clarisel de las Flores de Jerónimo Jiménez de Urrea, en la cual se modifican el orden de los capítulos y el orden propio del texto, aunque se mantienen los mismos personajes y aventuras del original. El nombre de Filorante corresponde a uno de los principales personajes de Clarisel de las Flores, Filorante de Brimar, hijo de Sergeano de Brimar y la condesa de Audenardes.